# MiTAC
MiTAC ist ein taiwanisches Elektronikunternehmen.

## Geschichte
Die MiTAC International Corp. wurde am 8. Dezember 1982 gegründet stellt High-End-Workstations, Server sowie Mobil- und Navigationsgeräte her. Das Unternehmen beschäftigt ca. 7.000 Mitarbeiter in Taiwan, der VR China, den USA, Großbritannien, Belgien, Deutschland und Japan.
1999 beteiligte MiTAC sich an dem Hauptplatinenhersteller Tyan, der 2007 ganz übernommen wurde. Im selben Jahr wurde der Navigationsgerätehersteller Navman übernommen und der MiTAC-Tochter Mio Technology angegliedert. 
Im Dezember 2008 wurde der US-Navigationshersteller Magellan GPS übernommen.
Im Zuge einer strategischen Umstrukturierung wurde 2013 die MiTAC Holdings Corporation gegründet, in die das operative Geschäft durch Aktientausch ausgelagert wurde. Die neue Holdingstruktur dient seitdem als Dachgesellschaft für mehrere spezialisierte Tochterunternehmen.

### Struktur der Unternehmensgruppe
Die MiTAC-Gruppe umfasst mehrere eigenständige Tochtergesellschaften :
- MiTAC Information Technology Corp. IT-Lösungen mit Fokus auf digitale Verwaltung, Smart-City-Projekte, Verkehrsmanagementsysteme, Cloud-Plattformen und IoT-Anwendungen. Sie ist ein führender Anbieter von Systemintegration in Taiwan.
- MiTAC Computing Technology Corp. (MCT)  Entwicklung und Produktion von Serverlösungen für Cloud-, AI- und Edge-Computing. MiTAC Computing übernahm 2023 die Datacenter Solutions Group von Intel und integriert die Servermarke TYAN.
- MiTAC International Corp. Konsumelektronik und Telematikprodukte wie Navigationssysteme, Dashcams und tragbare Geräte.

### Konzernverbund
MiTAC ist Teil der Mitac-Synnex Group, einer taiwanischen Unternehmensgruppe mit Beteiligungen in den Bereichen Elektronik, Informationstechnologie, Petrochemie und Distribution. Weitere Unternehmen im Verbund sind unter anderem Getac Technology Corporation (Rugged Devices) und Synnex Technology International (IT-Distribution).